# Vasile Boghiță
Mihai Vasile Boghiță (n. 25 iulie 1932, Ianca, județul Olt – d. 28 septembrie 1999, Bistrița) a fost un actor român de teatru și film.

## Filmografie
- Alarmă în munți (1955)
- La „Moara cu noroc” (1957) - soldat
- Setea (1961)
- Pași spre lună (1964)
- Neamul Șoimăreștilor (1965) - Tudor Șoimaru
- Golgota (1966)
- Diminețile unui băiat cuminte (1967)
- Columna (1968) - soldat roman
- Războiul domnițelor (1969)
- Prieteni fără grai (1969)
- Haiducii lui Șaptecai (1971)
- Mirii anului II (1971)
- Zestrea domniței Ralu (1971)
- Săptămîna nebunilor (1971)
- Asediul (1971)
- Aventuri la Marea Neagră (1972)
- Sfînta Tereza și diavolii (1972)
- Explozia (1972)
- Frații Jderi (1974)
- Ștefan cel Mare - Vaslui 1475 (1975)
- Cantemir (1975)
- Serenadă pentru etajul XII (1976)
- Cuibul salamandrelor (1977)
- Aurel Vlaicu (1978)
- Întoarcerea lui Vodă Lăpușneanu (1980)
- Burebista (1980)
- Dumbrava minunată (1980)
- Capcana mercenarilor (1981) - Dancă
- Detașamentul „Concordia” (1981)
- Duelul (1981) - gardian al Băncii Elvețiene
- Pădurea nebună (1982)
- Cucerirea Angliei (1982)
- Plecarea Vlașinilor (1983)
- Ringul (1984) - Adolf Gebauer bătrân
- Întoarcerea Vlașinilor (1984)
- Noi, cei din linia întâi (1986) - sergent sovietic
- Încrederea (1986)
- Pădurea de fagi (1987)
- Secretul lui Nemesis (1987)
- Extemporal la dirigenție (1988) - tatăl lui Buzescu
- Hanul dintre dealuri (1988)
- Un studio în căutarea unei vedete (1989)
- Mircea (1989)
- A unsprezecea poruncă (1991)
- Atac în bibliotecă (1993)
- Patul conjugal (1993)
- Începutul adevărului (Oglinda) (1994) - Manfred von Killinger